# Lipník (Třebíči járás)
Lipník település Csehországban, a Třebíči járásban. Lipník Ostašov, Zárubice, Dolní Vilémovice, Myslibořice, Jaroměřice nad Rokytnou és Klučov településekkel határos. Lakosainak száma 428 fő (2024. január 1.).

## Népesség
A település lakosságának változását az alábbi diagram mutatja:
| Lakosok száma | 348  | 354  | 415  | 333  | 351  | 309  | 390  | 385  | 400  | 428  |
|               | 1869 | 1890 | 1921 | 1950 | 1980 | 2001 | 2017 | 2019 | 2022 | 2024 |